# Луцкой-1
Луцкой-1 (первый самолёт Б. Г. Луцкого) — самолёт конструкции российско-немецкого инженера-конструктора и изобретателя Бориса Григорьевича Луцкого. Впервые в мире предусматривались вертикальный взлёт и посадка самолёта. Машина была построена в 1909 году в мастерских компании Daimler-Motoren-Gesellschaft в Германии и стала первым в мире многомоторным летательным аппаратом. Конструкция аппарата была запатентована во многих странах, таких как Англия, Франция, Италия.

## Конструкция
Первый самолёт Луцкого представлял собой моноплан с прямоугольным в плане крылом подкреплённым расчалками. Два двигателя, установленных в фюзеляже, приводили в действие три воздушных винта. Винт в носовой части являлся движителем, обеспечивающим движение аппарата в горизонтальной плоскости, и имел отдельный привод от одного из двигателей. Два других винта, установленных по бокам, в передней кромке крыла имели привод от другого двигателя и были призваны обеспечить вертикальный взлёт и управление аппаратом по крену.

### Технические характеристики
- Экипаж: 1
- Длина: 18 м
- Размах крыла: 21 м
- Высота:
- Площадь крыла: 56 м²
- Коэффициент удлинения крыла:
- Профиль крыла:
- Масса пустого: 14 800 кг
- Масса снаряженного: кг
- Нормальная взлетная масса: 17 000 кг
- Максимальная взлетная масса: кг
- Масса полезной нагрузки: кг
- Масса топлива и масла: кг
- Двигатели: 2× ПД конструкции Луцкого
- Мощность: 2× 60 л. с. (45 кВт) [1](по другим данным 70 л. с. (52 кВт))[2]